# Chris Dickerson (baseball)
Pour les articles homonymes, voir Dickerson.
Christopher Charles Dickerson (né le 10 avril 1982 à Hollywood, Californie, États-Unis) est un voltigeur des Ligues majeures de baseball. 

## Carrière

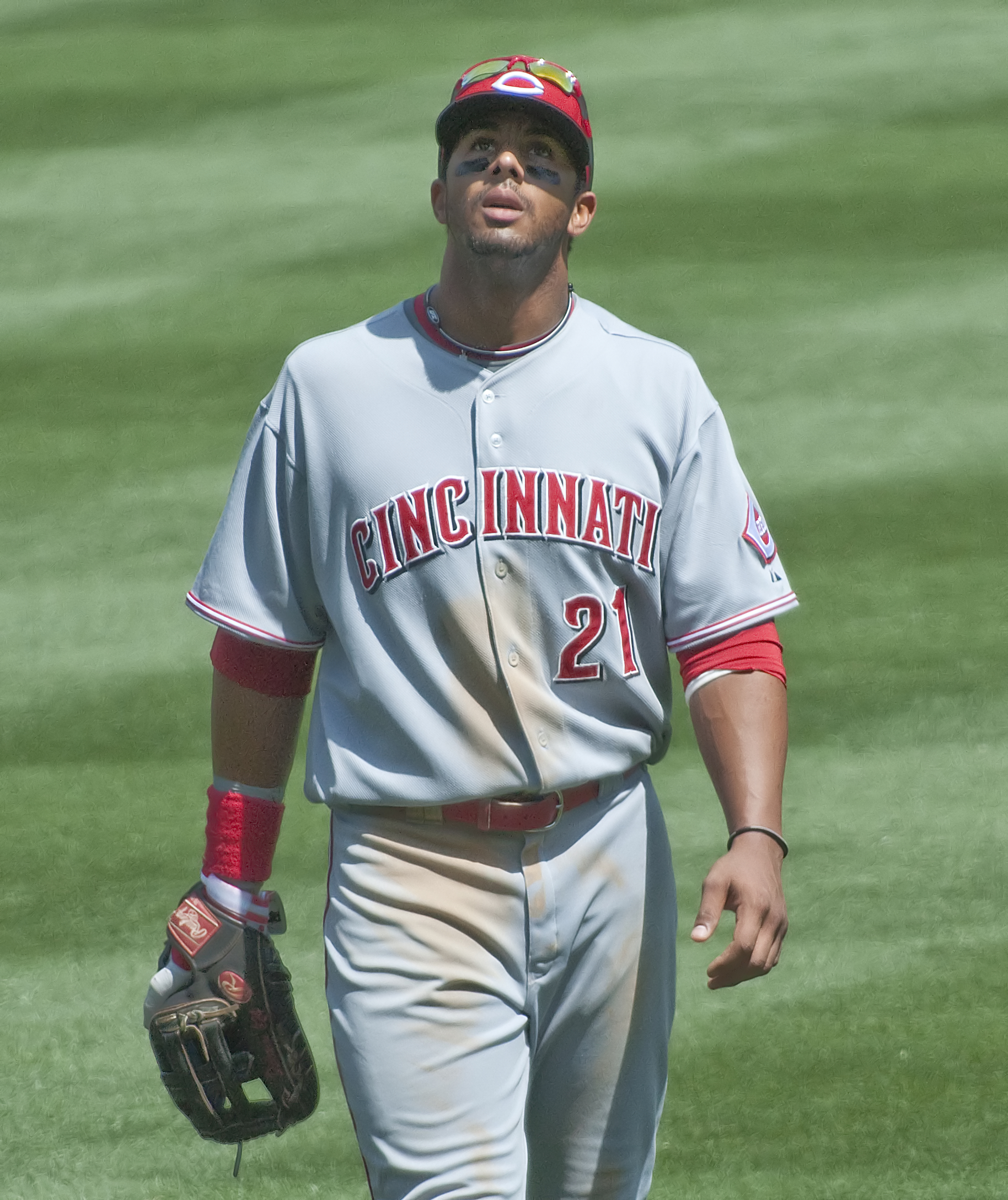
Dickerson avec les Reds de Cincinnati en 2009.

Après des études secondaires à la Notre Dame High School de Sherman Oaks (Californie), Chris Dickerson est repêché le 5 juin 2000 par les Yankees de New York au 32e tour de sélection. Il repousse l'offre et suit des études supérieures à l'université du Nevada à Reno où il porte les couleurs du Wolf Pack.
Dickerson rejoint les rangs professionnels à l'issue du repêchage amateur du 3 juin 2003 par les Reds de Cincinnati au 16e tour de sélection. Il signe son premier contrat professionnel le 9 juin 2003. 
Chris Dickerson fait ses débuts en Ligue majeure avec les Reds de Cincinnati le 12 août 2008 et réussit son premier coup sûr et son premier vol de base lors de ce match face aux Pirates de Pittsburgh. Il joue 31 parties en fin de saison avec Cincinnati, frappant dans une moyenne au bâton de ,304 avec 6 coups de circuit et 15 points produits.
En 2009, il est réserviste au champ extérieur pour les Reds. Il frappe pour ,275 avec deux coups de circuit et 15 points produits en 97 rencontres.
Il ne maintient qu'une moyenne de ,205 en 20 parties pour Cincinnati en 2010. Les Reds le cèdent aux Brewers de Milwaukee le 9 août pour obtenir le vétéran voltigeur Jim Edmonds.
Dickerson est échangé aux Yankees de New York le 25 mars 2011 en retour de Sergio Mitre. Il frappe pour ,266 de moyenne au bâton avec 3 circuits et 12 points produits pour les Yankees, pour qui il dispute 85 matchs au cours des saisons 2011 et 2012.
Il rejoint les Orioles de Baltimore pour la saison 2013. En 56 matchs, il frappe pour ,238 de moyenne au bâton avec 4 circuits et 13 points produits. Il rejoint les Pirates de Pittsburgh en janvier 2014 mais avant d'avoir joué un seul match avec eux est échangé aux Indians de Cleveland le 7 juillet 2014. Il frappe deux circuits et vole 3 buts en 41 rencontres pour les Indians en 2014.
Il signe une entente des ligues mineures avec les Blue Jays de Toronto le 21 février 2015. En 2015 il joue en ligues mineures dans l'organisation des Blue Jays et en 2016 dans celle des Orioles de Baltimore.

## Statistiques
| Saison | Équipe     | G   | AB  | R  | H   | 2B | 3B | HR | RBI | SB | BA   |
| ------ | ---------- | --- | --- | -- | --- | -- | -- | -- | --- | -- | ---- |
| 2008   | Cincinnati | 31  | 102 | 20 | 31  | 9  | 2  | 6  | 15  | 5  | .304 |
| 2009   | Cincinnati | 97  | 255 | 31 | 70  | 13 | 3  | 2  | 15  | 11 | .275 |
| 2010   | Cincinnati | 20  | 44  | 9  | 9   | 1  | 1  | 0  | 0   | 3  | .205 |
| 2010   | Milwaukee  | 25  | 53  | 2  | 11  | 1  | 1  | 0  | 5   | 1  | .208 |
| Totaux | Totaux     | 173 | 454 | 62 | 121 | 24 | 7  | 8  | 35  | 20 | .267 |

Note : G = Matches joués ; AB = Passages au bâton; R = Points ; H = Coups sûrs ; 2B = Doubles ; 3B = Triples ; 
HR = Coup de circuit ; RBI = Points produits ; SB = Buts volés ; BA = Moyenne au bâton.